# Os Aristocratas
"Os Aristocratas" é uma piada imprópria que relata a história de uma família tentando fazer com que um agente reserve seu ato no palco, que se revela notavelmente vulgar e ofensivo por natureza, com o punchline revelando que eles se autodenominam incongruentemente como "Os Aristocratas". Quando contada para o público que conhece a piada, o humor da piada depende da ousadia descrita do ato familiar.
Como o objetivo da piada é seu conteúdo transgressor, ela é mais frequentemente contada em particular, como de um comediante para outro. Ele chamou a atenção do público mais amplo quando foi contado por Gilbert Gottfried durante o roast do Friars' Club de Hugh Hefner, aparentemente como punição para a multidão por sua reação a uma piada do 11 de setembro apenas 18 dias após os ataques de 11 de setembro de 2001. Foi o tema de um documentário de 2005 homônimo de Paul Provenza e Penn Jillette.